# Abel Caballero

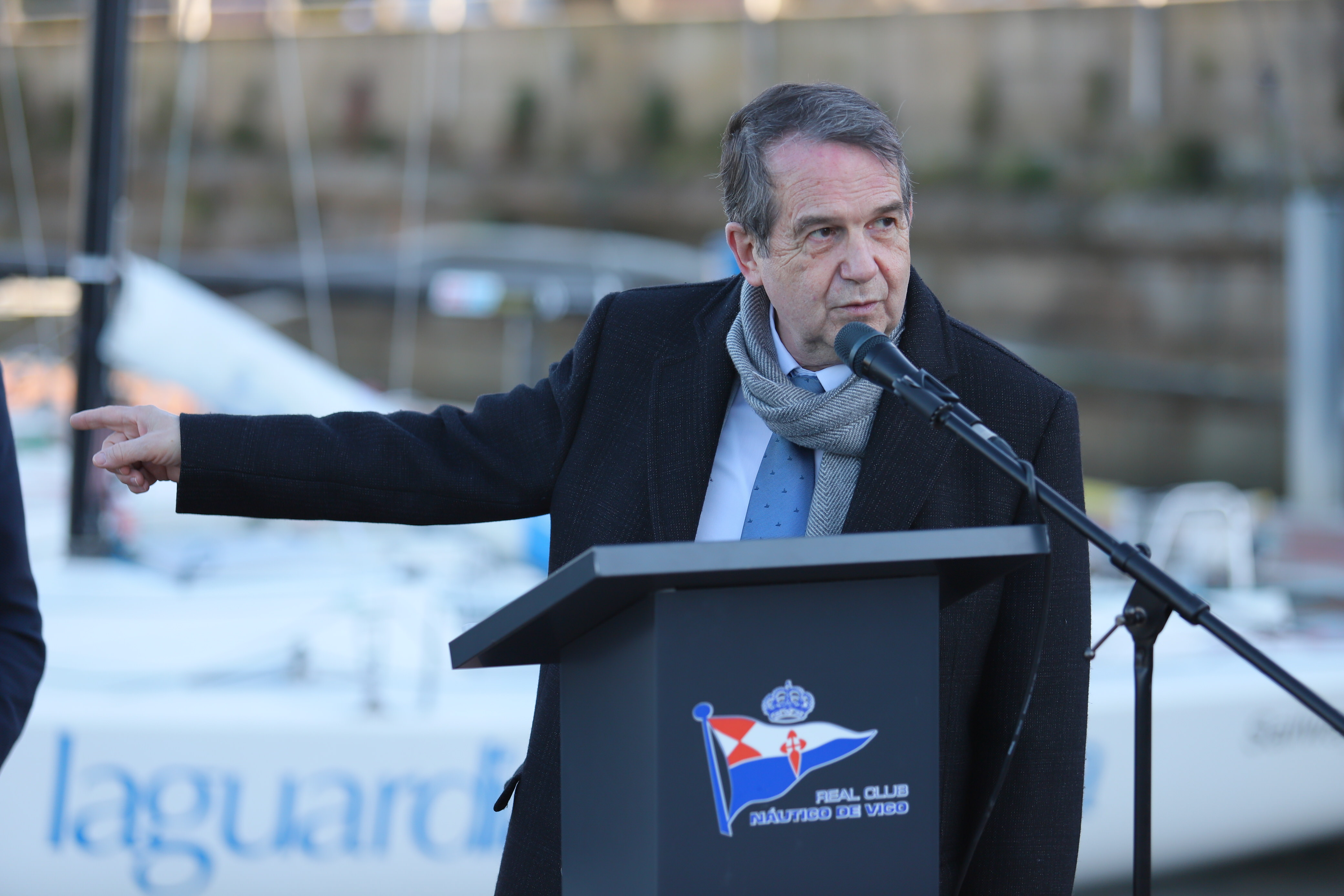
Abel Caballero (2022)

Abel Ramón Caballero Álvarez (* 2. September 1946 in Puenteareas)  ist ein spanischer Politiker (Partido de los Socialistas de Galicia), Ökonom und Schriftsteller. Er ist seit Juni 2007 Bürgermeister der Stadt Vigo.

## Leben

### Ökonom
Abel Caballero ist Doktor der Wirtschaftswissenschaften der Universitäten von Santiago de Compostela und Cambridge, Master in Wirtschaftswissenschaften der Universität Essex. Er war Dozent an verschiedenen spanischen und europäischen Universitäten. Er ist beurlaubter Professor für Wirtschaftstheorie an der Fakultät für Wirtschafts- und Betriebswirtschaft der Universität Vigo.

### Politiker
Von 1982 bis 1997 saß Caballero als Abgeordneter im Congreso de los Diputados (Unterhaus des spanischen Parlaments). Von 1985 bis 1988 war er Minister für Verkehr, Tourismus und Kommunikation. Ab 1988 gehörte er dem Bundesvorstand der PSOE an.
2007 wurde Caballero erstmals zum Bürgermeister der Stadt Vigo gewählt und hält diese Position nach wie vor inne (Stand 2022).
Seit dem 19. September 2015 ist er auch Präsident der Federación Española de Municipios y Provincias (FEMP) (deutsch: Spanischer Verband der Gemeinden und Provinzen). Im Dezember 2016 wurde er zum ersten Präsidenten der Großstadtregion Área metropolitana de Vigo gewählt.